# Großsteingrab Steinfeld-Bökenberg
Das Großsteingrab Steinfeld-Bökenberg war eine megalithische Grabanlagen der jungsteinzeitlichen Trichterbecherkultur bei Steinfeld (Oldenburg) im Landkreis Vechta (Niedersachsen). Es befand sich 2 km südöstlich des Ortes beim Bökenberg oder Böker-Berg und wurde 1819 zur Gewinnung von Baumaterial für ein Kriegerdenkmal zur Erinnerung an die Völkerschlacht bei Leipzig zerstört. Über das Grab selbst liegen keine näheren Informationen vor, außer dass es aus zahlreichen Steinen bestanden hatte. Der größte für das Denkmal verwendete Stein stammte aus dem „Hexenbusch“ und wurde als „Riesenfaust“ oder „Riesenfuß“ bezeichnet.
In der näheren Umgebung gab es ursprünglich noch weitere Großsteingräber: östlich lag das Großsteingrab Steinfeld-Lehmden. Beim Hauptort Steinfeld existierten mehrere Gräber unbekannter Zahl.